# Ingeborg Höverkamp
Ingeborg Höverkamp, geb. Wienzkol (* 10. September 1946 in Vilseck) ist eine deutsche Autorin. Heute lebt sie in Schwanstetten.

## Leben
Ingeborg Höverkamp wurde am 10. September 1946 in Vilseck als Tochter eines Oberschlesiers und einer Oberpfälzerin geboren. Ihre Kindheit verbrachte sie seit 1959 im Raum Nürnberg. An der dortigen Maria-Ward-Schule legte sie auch das Abitur ab. Anschließend studierte sie Anglistik und Geschichte an der Universität Erlangen. 1970 legte Ingeborg Höverkamp in München die Lehramtsprüfung ab. Bis 1990 unterrichtete sie als Realschullehrerin Englisch und Geschichte.
Ende der 1980er Jahre begann sie, Lyrik und Prosa zu veröffentlichen, seit 1990 arbeitet sie als freie Autorin.

## Werke (Auswahl)
- Elisabeth Engelhardt. Eine Monographie (Loseblattsammlung), Hohenloher Druck- und Verlagshaus, Gerbaronn 1994, ISBN 3-87354-226-9
- Mondstaub: Gedichte, Hohenloher Druck- und Verlagshaus, Gerbaronn 1997, ISBN 3-87354-248-X
- Zähl nicht, was bitter war …, Hohenloher Druck- und Verlagshaus, Gerbaronn 2001, ISBN 3-87354-262-5
- Tödlicher Tee. Ein Nürnberg-Krimi, Allitera-Verlag, München 2010, ISBN 978-3-86906-115-3

## Auszeichnungen
- 1991 Auszeichnung für Lyrik durch den Freien Deutschen Autorenverband
- 1997 Elisabeth-Engelhardt-Literaturpreis des Landkreises Roth
- 1998 Zuwahl in den Pegnesischen Blumenorden
- 2000 Aufnahme in das internationale Lexikon Outstanding Writers of the 20th Century
- 2004 Goldene Meisterfeder
- 2011 Erster Preis für Prosa beim Nürnberger Literaturwettbewerb Paradies